# Lijst van Japanse eilanden
Dit is een lijst van eilanden van Japan.

## Hoofdeilanden
De vier hoofdeilanden van Japan zijn:
- Hokkaidō
- Honshū
- Shikoku
- Kyūshū

## Lijst van de kleinere eilanden van Japan
Japan telt naast de vier hoofdeilanden nog ruim 6852 kleinere eilanden. In 2023 hebben geografen in Japan het aantal eilanden opnieuw geteld en kwamen uit op meer dan dubbel zoveel. In totaal zouden het er 14.125 zijn. De vorige telling in 1987 gebeurde door de Japanse kustwacht, met papieren landkaarten. Waarschijnlijk werden daarbij een heel aantal eilandjes gemist en ook sommige groepen eilanden als slechts één eiland geteld. Een eiland werd gedefinieerd als een landmassa met een omtrek van ten minste 100 meter. 35 jaar later werd dezelfde definitie gehanteerd, maar werden veel nauwkeurigere, digitale kaarten gebruikt. Er werd ook informatie uit luchtfoto's en andere data meegenomen. Dit is een lijst van de belangrijkste eilanden.

### De noordelijke gebieden
Deze vier eilanden worden door Japan opgeëist en behoren tot de Koerilen. Zie ook Koerilenconflict.
- Etorofu
- Habomai
- Kunashiri
- Shikotan

### Eilanden in deJapanse Zee
- Takeshima – Betwist gebied
- Oki-eilanden
- Okushiri
- Rishiri
- Rebun
- Sado
- Teuri
- Todo
- Yagishiri
- Mitsukejima

### Eilanden in deGrote Oceaan
- Enoshima
- Izu-eilanden
  - Aogashima
  - Hachijō
  - Izu Ōshima
  - Kōzu
  - Miyake
  - Mikura
  - Niijima
  - Shikine
  - Toshima

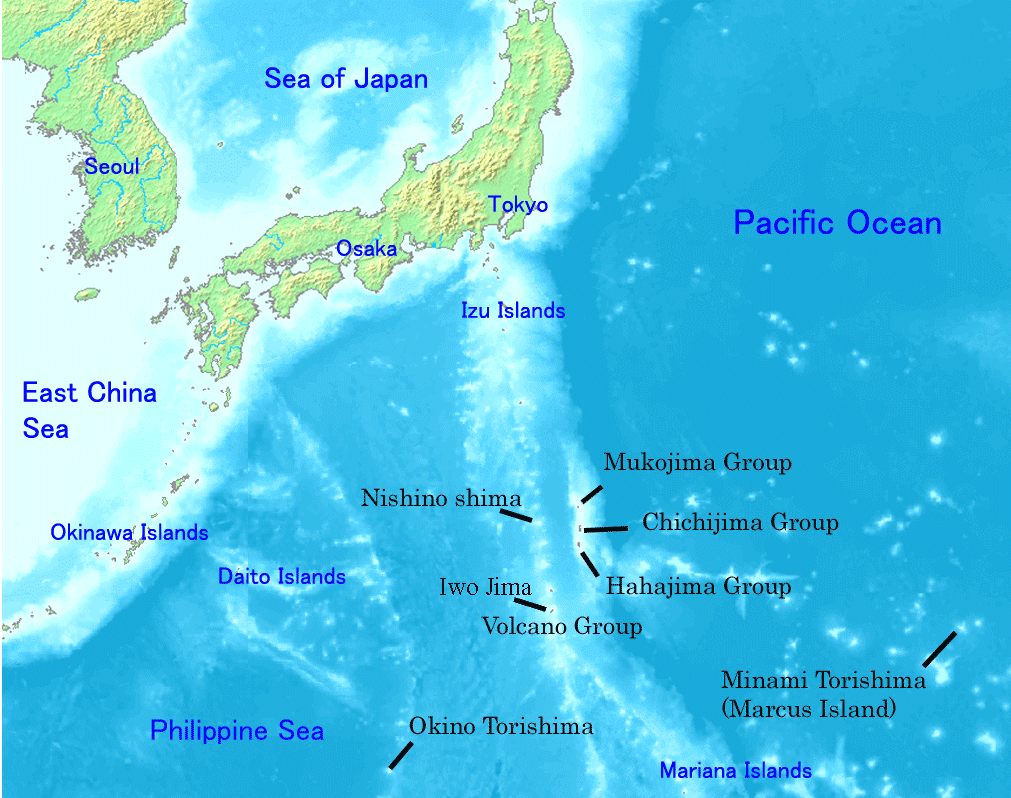
Bonin-eilanden, daarboven de Izu-eilanden

- Bonin-eilanden en Vulkaan-eilanden (in Oceanië)
  - Chichi
  - Haha
  - Iwo
  - Minami Torishima (Marcuseiland)
  - Okino Torishima

### Eilanden in deJapanse Binnenzee
- Awaji
- Etajima
- Itsukushima
- Okunoshima
- Shōdoshima

### Eilanden rond Kyūshū
De meeste van deze eilanden bevinden zich in de Oost-Chinese Zee.
- Amakusa
- Goto-eilanden
- Hirado
- Hashima
- Iki
- Koshiki
- Tsushima

### Riukiu-eilanden
- De noordelijke Riukiu-eilanden :
  - Osumi-eilanden
  - Tokara-eilanden
  - Amami-eilanden

- De zuidelijke Riukiu-eilanden : 
  - Okinawa-eilanden :
    - Okinawa
    - Kerama-eilanden
    - Daitō-eilanden:

  - Sakishima-eilanden :
    - Miyako-eilanden
    - Yaeyama-eilanden

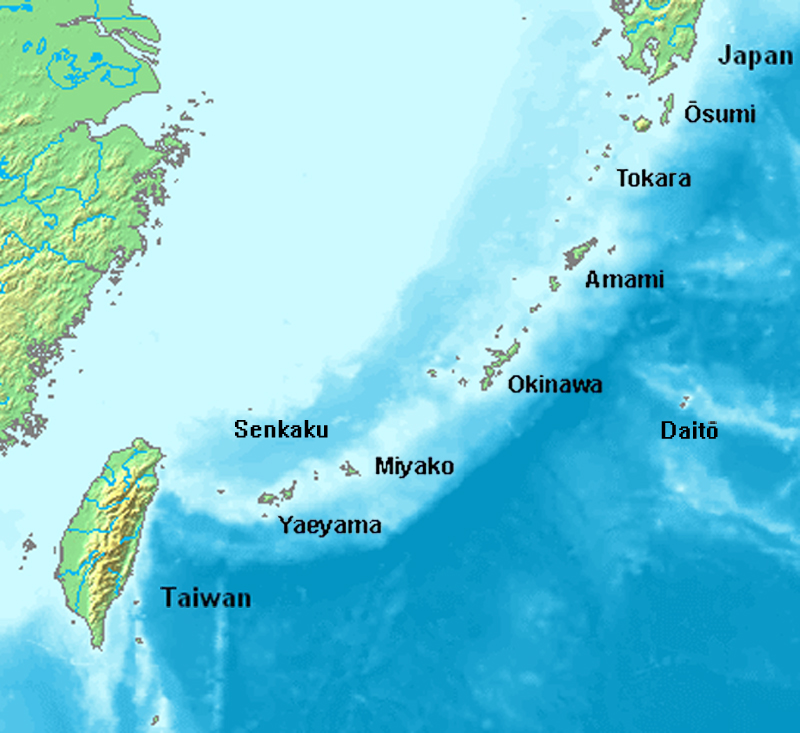
Riukiu-eilanden

    - Senkaku-eilanden - Betwist grondgebied

### Kunstmatige eilanden
- Central Japan International Airport
- Dejima
- Kansai International Airport
- Kobe Airport
- Odaiba
- Port Island
- Rokko Island

## Woorden voor "eiland"
Het Japanse woord voor "eiland" is shima, dat als suffix vaak wijzigt tot jima. De kanji voor shima is 島. Dezelfde kanji kan ook gelezen worden als tō. De meeste namen van eilanden hebben een van deze suffixen in hun naam. Voorbeelden zijn Amami Ōshima, Iwo Jima, en Okinawa Hontō (het eiland Okinawa).

## Japanse eilanden naar oppervlakte
|     | Eiland       | Prefectuur | Archipel          | Oppervlakte in km² |
| --- | ------------ | ---------- | ----------------- | ------------------ |
| 1.  | Honshu       |            |                   | 227.414            |
| 2.  | Hokkaido     |            |                   | 78.073             |
| 3.  | Kyushu       |            |                   | 36.554             |
| 4.  | Shikoku      |            |                   | 18.256             |
| 5.  | Okinawa      | Okinawa    | Riukiu-eilanden   | 1.185              |
| 6.  | Sado         | Niigata    | Japanse Zee       | 857                |
| 7.  | Amami        | Kagoshima  | Riukiu-eilanden   | 709                |
| 8.  | Tsushima     | Nagasaki   | Straat Korea      | 698                |
| 9.  | Awaji        | Hyogo      | Japanse Binnenzee | 593                |
| 10. | Amakusashima | Kumamoto   | Amakusa-eilanden  | 571                |
| 11. | Yaku         | Kagoshima  | Osumi-eilanden    | 503                |
| 12. | Tanega       | Kagoshima  | Osumi-eilanden    | 446                |
| 13. | Iriomote     | Okinawa    | Riukiu-eilanden   | 284                |
| 14. | Tokuno       | Kagoshima  | Riukiu-eilanden   | 248                |
| 15. | Dogo         | Shimane    | Oki-eilanden      | 243                |
| 16. | Amakusa Kami | Kumamoto   | Amakusa-eilanden  | 225                |
| 17. | Ishigaki     | Okinawa    | Riukiu-eilanden   | 221                |
| 18. | Rishiri      | Hokkaido   | Hokkaido          | 183                |
| 19. | Hirado       | Nagasaki   | Goto-eilanden     | 165                |
| 20. | Miyako       | Okinawa    | Riukiu-eilanden   | 158                |
| 21. | Shodo        | Kagawa     | Japanse Binnenzee | 152                |
| 22. | Okushiri     | Hokkaido   | Hokkaido          | 143                |
| 23. | Iki          | Nagasaki   | Straat Korea      | 134                |